# Blue Streak McCoy
Blue Streak McCoy er en amerikansk stumfilm fra 1920 af B. Reeves Eason.

## Medvirkende
- Harry Carey som Job McCoy
- Lila Leslie som Eileen Marlowe
- Charles Arling som Howard Marlowe
- B. Reeves Eason som Albert Marlowe
- Ruth Fuller Golden som Diana Hughes
- Ray Ripley som Frank Otis
- Charles Le Moyne som Mulhall
- Ruth Royce som Conchita
- Ben Alexander